# Навахо (Њу Мексико)
Навахо (енгл. Navajo) насељено је место без административног статуса у америчкој савезној држави Њу Мексико.

## Демографија
По попису из 2010. године број становника је 1.645, што је 452 (-21,6%) становника мање него 2000. године.
| Група             | 2000.     | 2010.     |
| Белци             | 59 (2,8%) | 26 (1,6%) |
| Афроамериканци    | 0 (0,0%)  | 4 (0,2%)  |
| Азијати           | 0 (0,0%)  | 9 (0,5%)  |
| Хиспаноамериканци | 13 (0,6%) | 49 (3,0%) |
| Укупно            | 2.097     | 1.645     |